# 塔樓社
塔樓社（荷蘭語：Tarau、等），清、日文獻亦記載為「搭樓社」，屬台灣平埔原住民馬卡道族鳳山八社之一。當時為臺灣島上最大的聚落，位址約為今日屏東縣里港鄉塔樓村、九如鄉洽興村一帶，最大勢力範圍可能曾經到今日高雄市大樹區。近年來，塔樓、番社兩地積極復興其傳統文化。

## 歷史
荷蘭治台時期就有塔樓社的記載。為報復荷蘭士兵被殺，以及意圖控制台南、高雄平原，荷蘭大員當局與新港社聯軍在1635年聖誕節發動搭加里揚之戰，攻擊堯港、大岡山附近、今阿公店溪南岸、當時勢力強盛的搭加里揚社，搭加里揚社與南方鄰近社群從高雄平原遷逃到屏東平原，1636年2月4日，搭加里揚社與三分社的代表，包括塔樓社（荷蘭語：Zoatalau，《巴達維亞城日記》郭輝漢譯為「三貂嶺」），前往大員投降認錯簽訂和約，接受荷蘭的統治，荷軍完全清空高雄平原。1650年的村落人口調查，塔樓社多達2,160人，為平埔族聚落人口最多者。後因瘟疫等因素，人口略減，但仍為馬卡道族主要分布之一。乾隆年間，為了抵禦生番，施行屯番制，將許多馬卡道族壯丁移往土牛邊界靠近山區的隘口守衛，如舊寮、阿拔泉，加上漢人聚落的形成，改變了塔樓社的人口組成。古契也顯示，塔樓社番曾至高樹鄉思覓安（今司馬村）、賽子腳（今鹽樹村），甚至到河對岸的蘭坡嶺開墾。1789年的「大清一統輿圖臺灣圖」當中，已改稱塔樓庄。
歷史上塔樓社族人可能從塔樓村遷移至九塊厝後庄番社庄(今九如鄉洽興村、耆老村一部份)，《平埔番調查書》記載為雍正八年，一說在清領後期或日治時代。1915年的人口普查顯示，該年尚有七十餘位的熟番居民居住在後庄，為原鳳山八社存留最多族人之地。1935年，小川尚義之《台灣高砂語言分布圖》中，還可見武洛溪西方的番社庄被標示為平埔聚落。今日塔樓村之土地公祠還有石頭公金身，番社有「公廨店」、「公廨廟」等地名，兩地亦有許多平埔族傳說遺世。

## 風俗
塔樓社族人漢化程度較深，據乾隆二十九年(1764年)之記載，塔樓社「童子四五人，能誦詩書句」。學者考察古契後，發現乾隆47年(1782年)社民開始使用漢姓潘，嘉慶年間亦有趙、王、鄭等姓，至道光年間不再出現番名，可能代表馬卡道族已遷出或完全漢化。此外，當地關於番王的傳說亦有姓楊、姓陳等，都顯示出塔樓社族人的較深的漢化程度。